# Ismeni
Ismeni o Ismenos (en grec antic: Ἰσμηνός, 'Ismenós') va ser un heroi tebà, fill d'Apol·lo i de la nimfa Mèlia.
Segons Cal·límac, va tenir dues filles, Dirce i Estròfia, que donaven nom a dues fonts de Tebes.